# Walter Reger

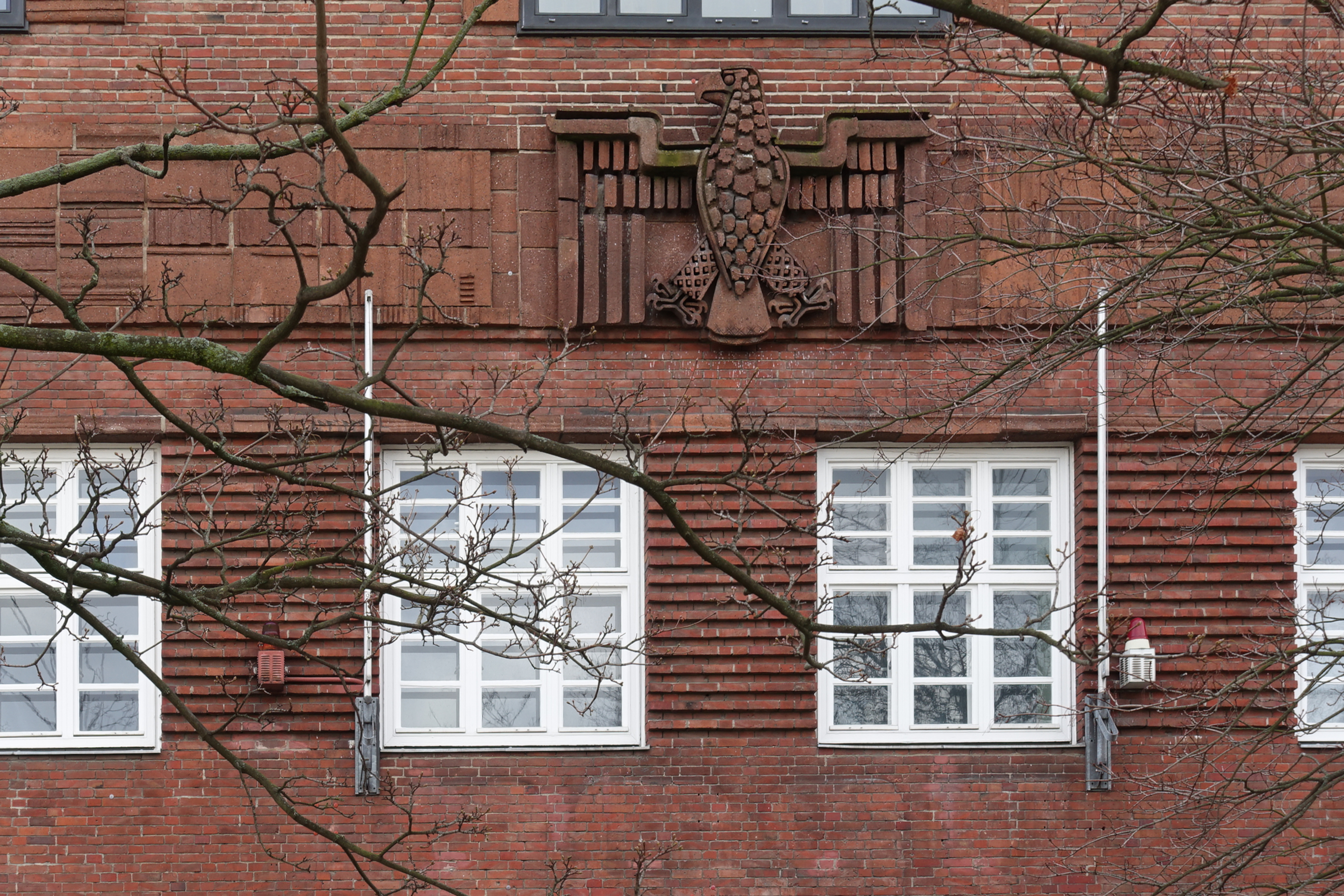
Reichsadler-Relief von Reger am Postamt N 65 in Berlin-Wedding

Walter Reger (* 13. November 1889 in Hamburg als Julius Walther Reger; † 12. Dezember 1969 in Sainte-Livrade-sur-Lot) war ein deutscher Bildhauer und Professor für Plastik in Berlin. Er trat durch Bauplastik hervor und wurde als „entartet“ verfolgt.

## Leben und Werk
Walter Reger absolvierte seine Ausbildung an der Kunstgewerbeschule Hamburg und der Unterrichtsanstalt des Kunstgewerbemuseums Berlin und war zu Studien 1912/13 in Paris. In den Jahren nach 1924 lehrte er als Professor für Plastik an den Vereinigten Staatsschulen für Freie und Angewandte Kunst in der Abteilung „Angewandte Kunst“. Er entwarf vor allem plastische Fassadengestaltungen und vertrat eine abstrakte, experimentelle Stilrichtung, wodurch er ins Visier von Kampagnen gegen sogenannte „Entartete Kunst“ geriet.
Im Herbst 1933 wurde Walter Reger von den NS-Behörden wegen seiner Kunstauffassung aus dem Lehramt entlassen und emigrierte nach Frankreich, wo er als Landwirt tätig war. 1940 wurde sein Land durch die deutsche Besatzungsmacht enteignet; 1949 erhielt er es zurück.